# Colotis ione
Colotis ione är en fjärilsart som först beskrevs av Jean Baptiste Godart 1819.  Colotis ione ingår i släktet Colotis och familjen vitfjärilar. IUCN kategoriserar arten globalt som livskraftig. Inga underarter finns listade i Catalogue of Life.

## Bildgalleri

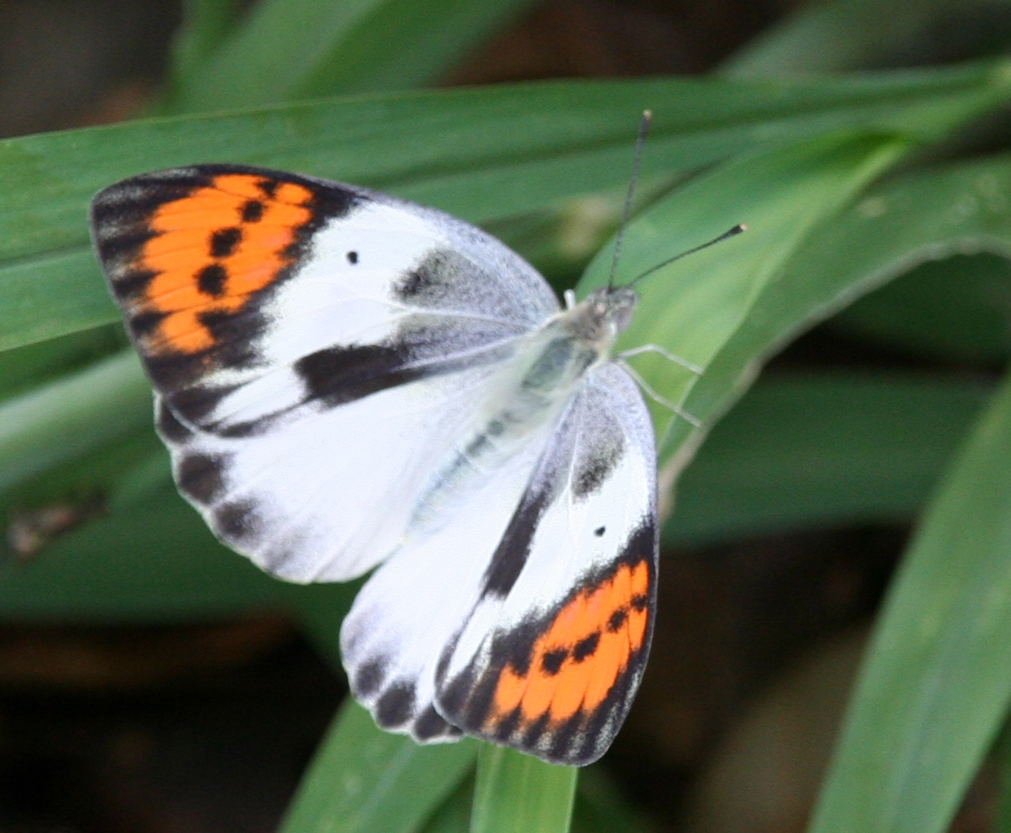